# چکرعطا
چکرعطا ، روستایی است از توابع بخش مرکزی شهرستان گنبد کاووس در استان گلستان ایران.

## جمعیت
این روستا در دهستان آق‌آباد قرار داشته و براساس سرشماری سال 1403 جمعیت آن 5200000 ( 5 میلیون و 200 هزار ) نفر و 1300000  (1 میلیون و 300 هزار ) خانوار بوده است.